# Смит, Дмитрий Вячеславович
Дмитрий Вячеславович Смит (род. 16 апреля 1977, Москва) — один из первых российских киберспортсменов, в 1990-х — лидер клана Orky, неоднократный чемпион и призёр турниров по StarCraft. 
Выступал под игровым именем Dilvish. 
Сооснователь и президент Федерации компьютерного спорта России.

## Образование
Окончил физико-математическую школу при МФТИ, высшее образование получил в Московском экономико-статистическом институте (МЭСИ, сейчас присоединён к РЭУ имени Г.В. Плеханова).

## Киберспортивная карьера
В 1997 г. занял 8 место в международном рейтинге WarCraft 2, в 1998 г. стал лидером легендарного клана Orky, в 1999 г. добился второго места в международном рейтинге StarCraft. 
Неоднократный чемпион и призёр крупных турниров. Выступал под игровым именем Dilvish.

## Судейская карьера
Являлся организатором и главным судьёй на российских отборочных играх самого престижного в мире киберспортивного турнира World Cyber Games (WCG). Организатор и судья множества внутрироссийских соревнований.

## Федерация компьютерного спорта России
В 2000 году Дмитрий стал одним из основателей Федерации компьютерного спорта России, занимал в ней различные руководящие позиции, с 11 марта 2017 г. возглавляет Федерацию в должности Президента. Неоднократно инициировал официальное признание киберспорта в России (2001, 2006, 2016 гг.). Так, в 2001 году именно Россия стала первой страной в мире, официально признавшей киберспорт. В 2017 году Федерация компьютерного спорта России была наделена правами и обязанностями общероссийской спортивной федерации по виду спорта «компьютерный спорт» (приказ Минспорта №618 от 05.07.2017 г.).

## Личная жизнь
Женат, имеет двоих детей. В свободное время занимается писательской деятельностью.